# Ервін Мозер
Ервін Мозер (нім. Erwin Moser; 23 січня 1954, Відень—12 жовтня 2017) — австрійський дитячий письменник і художник, лауреат численних премій у сфері дитячої літератури. Автор ілюстрованих дитячих книжок, найвідоміші серед яких «Місячна кулька», «Лагідний дракон» та серія книжок про мишенят Мануеля і Діді.

## Біографія
Народився у 1954 році у Відні, зростав у австрійському Бурґенланді. За фахом верстальник.
У 1980 році опублікував свою першу дитячу книжку «За великими болотами» (Jenseits der großen Sümpfe). З того часу написав і проілюстрував понад 100 книжок.
Його твори перекладені понад 20-ма мовами.
З 2002 року хворіє на бічний аміотрофічний склероз. Тривалий час з допомогою своєї дружини Рут Мозер він продовжував творити нові книги, зокрема вийшло вісім історій із серії про кота Бориса, які раніше не публікувалися окремими виданнями. Зараз хвороба не дає авторові ні працювати, ні говорити.

## Відзнаки
«Дідусеві історії, або Ліжко з летючими деревами» та «Місяць за стодолами» були номіновані на Німецьку премію за книжки для юнацтва. «Історії з морської пляшки» потрапили до почесного списку Австрійської державної премії за книжки для дітей та юнацтва. «Ворона на снігу» отримала в Японії премію «Сова», а «Крук Альфонс» був відзначений Літературною премією «Щуролов» міста Гамельн. У 2000 році Ервін Мозер отримав титул дитячого автора року, а 2013-го був нагороджений Золотою почесною відзнакою землі Відень. 

## Українські переклади
- МАНЮНІЙ. ВЕЛИКА КНИЖКА ПРО МАЛЕНЬКОГО СЛОНИКА /  Ервін Мозер ; пер. з нім. Нелі Вахоської. — Чернівці : Чорні Вівці, 2017. — 127 с.
- Фантастичні історії на добраніч / Ервін Мозер ; пер. з нім. Нелі Вахоської. — Чернівці : Чорні Вівці, 2016. — 240 с.
- Мануель і Діді. Велика книга маленьких мишачих пригод / Ервін Мозер ; пер. з нім. Людмили Нор. — Львів : Видавництво Старого Лева, 2015. — 184 с.
- Мануель і Діді. Друга велика книга маленьких мишачих пригод / Ервін Мозер ; пер. з нім. Людмили Нор. — Львів : Видавництво Старого Лева, 2017. — 184 с.
- Велика книга про Коко і Кірі / Ервін Мозер ; пер. з нім. Людмили Нор. — Львів : Видавництво Старого Лева, 2020. — 136 с.